# Eleições estaduais no Pará em 1958
As eleições estaduais no Pará em 1958 ocorreram em 3 de outubro como parte das eleições gerais no Distrito Federal, em 20 estados e nos territórios federais do Acre, Amapá, Rondônia e Roraima. Foram eleitos o senador Zacarias Assunção, além de nove deputados federais e trinta e sete deputados estaduais.
Nascido na cidade do Rio de Janeiro, o general Zacarias Assunção é agrimensor formado no Colégio Militar do Rio de Janeiro e em 1911 ingressou na Escola Militar do Realengo. Além de rechaçar a Intentona Comunista, serviu ao Exército Brasileiro na capital federal e em Minas Gerais. Comandante da Base Aérea de Natal ao longo da Segunda Guerra Mundial, assumiu a interventoria federal no Pará na semana seguinte ao fim da Era Vargas. Nomeado comandante da Polícia Militar do Distrito Federal, foi candidato a governador pelo PSP em 1947, sendo vencido por Moura Carvalho. Em 1950 foi eleito governador para cinco anos de mandato. De volta à caserna assumiu a IX Região Militar e depois o Comando Militar do Nordeste, assim como o Departamento Geral de Serviços do Exército. Primeiro senador paraense a ultrapassar os cem mil votos, foi eleito pelo PTB e venceu Agostinho Monteiro, agora filiado ao PSD após reconciliar-se com o governador Magalhães Barata.
Graças a uma conjunção rara de fatores, Zacarias Assunção teria como companheiros de bancada dois senadores escolhidos para completar um mandato pertencente a outro: Lameira Bittencourt foi eleito para ocupar a cadeira do hoje governador Magalhães Barata enquanto Lobão da Silveira capturou a vaga do falecido Álvaro Adolfo.

## Resultado da eleição para senador
Foram apurados 201.673 votos nominais (86,74%), 21.162 votos em branco (9,10%) e 9.671 votos nulos (4,16%) totalizando 232.506 eleitores.
| Candidatos a senador da República | Candidatos a suplente de senador | Número | Coligação                                          | Votação | Percentual |
| --------------------------------- | -------------------------------- | ------ | -------------------------------------------------- | ------- | ---------- |
| Zacarias Assunção PTB             | Ver abaixo -                     | -      | Coligação Democrática Paraense (PTB, PSP, PSB, PR) | 112.729 | 55,90%     |
| Agostinho Monteiro PSD            | Ver abaixo -                     | -      | PSD, PDC                                           | 88.944  | 44,10%     |
| Fontes:                           |                                  |        |                                                    |         |            |

## Resultado da eleição para suplente de senador
Foram apurados 175.968 votos nominais (75,68%), 44.344 votos em branco (19,07%) e 12.194 votos nulos (5,25%) totalizando 232.506 eleitores.
| Candidatos a senador da República | Candidatos a suplente de senador | Número | Coligação                                          | Votação | Percentual |
| --------------------------------- | -------------------------------- | ------ | -------------------------------------------------- | ------- | ---------- |
| Ver acima -                       | Aurélio do Carmo PSD             | -      | PSD, PDC                                           | 78.303  | 44,50%     |
| Ver acima -                       | Martins Júnior PSP               | -      | Coligação Democrática Paraense (PTB, PSP, PSB, PR) | 75.346  | 42,82%     |
| Ver acima -                       | Nelson Parijós PSP               | -      | Coligação Democrática Paraense (PTB, PSP, PSB, PR) | 22.319  | 12,68%     |
| Fontes:                           |                                  |        |                                                    |         |            |

## Deputados federais eleitos
São relacionados os candidatos eleitos com informações complementares da Câmara dos Deputados.

Representação eleita
  PSD: 4
  UDN: 3
  PSP: 2

| Deputados federais eleitos | Partido | Votação | Percentual | Cidade onde nasceu | Unidade federativa |
| Armando Corrêa             | PSD     | 23.679  |            | Belém              | Pará               |
| Clóvis Ferro Costa         | UDN     | 20.825  |            | Passagem Franca    | Maranhão           |
| Sílvio Braga               | PSP     | 20.100  |            | Belém              | Pará               |
| Gabriel Hermes             | UDN     | 18.732  |            | Castanhal          | Pará               |
| Epílogo de Campos          | UDN     | 17.783  |            | Rio Branco         | Acre               |
| Armando Carneiro           | PSD     | 15.609  |            | Tocantinópolis     | Tocantins          |
| Océlio de Medeiros         | PSD     | 12.083  |            | Xapuri             | Acre               |
| João Menezes               | PSD     | 10.941  |            | Belém              | Pará               |
| Deodoro de Mendonça        | PSP     | 7.555   |            | Cametá             | Pará               |
| Fontes:                    |         |         |            |                    |                    |

## Deputados estaduais eleitos
Foram eleitos 37 deputados estaduais.

Representação eleita
  PSD: 15
  PSP: 9
  UDN: 6
  PTB: 5
  PR: 2

Fonteː
| Deputados estaduais eleitos          | Partido | Votação | Percentual | Cidade onde nasceu    | Unidade federativa |
| Dionísio Octávio Bentes de Carvalho  | PSD     | 4.172   | 2,06%      | Capanema              | Pará               |
| Simpliciano Fernandes de Medeiros Jr | PSP     | 3.832   | 1,90%      | Igarapé-Miri          | Pará               |
| Rodolfo Chermont Jr                  | PSD     | 3.760   | 1,86%      | Belém                 | Pará               |
| Victor Hilário da Paz                | PSP     | 3.415   | 1,69%      | Santarém              | Pará               |
| Stélio Maroja                        | PSP     | 3.362   | 1,66%      | Bragança              | Pará               |
| Ciríaco Oliveira                     | PSD     | 3.329   | 1,65%      | Dom Eliseu            | Pará               |
| Alcides Pinheiro Sampaio             | PSD     | 3.222   | 1,59%      | Igarapé-Miri          | Pará               |
| José Massud Ruffeil                  | PSD     | 3.177   | 1,57%      | Belém                 | Pará               |
| Ney Rodrigues Peixoto                | PSD     | 3.150   | 1,56%      | Campos dos Goytacazes | Rio de Janeiro     |
| Fernando Rebelo Magalhães            | PSP     | 2.938   | 1,45%      | Tucuruí               | Pará               |
| Acindino Pinheiro de Campos          | PSD     | 2.751   | 1,36%      | Curuçá                | Pará               |
| Geraldo Manso Palmeira               | PSP     | 2.727   | 1,35%      | Belém                 | Pará               |
| Miguel de Santa Brígida              | PSP     | 2.719   | 1,34%      | Salinópolis           | Pará               |
| Abel Figueiredo                      | PSP     | 2.689   | 1,33%      | Soure                 | Pará               |
| João Pires Camargo                   | PSD     | 2.660   | 1,31%      | Abaetetuba            | Pará               |
| Moura Carvalho                       | PSD     | 2.658   | 1,31%      | Belém                 | Pará               |
| José Manuel Reis Ferreira            | PSD     | 2.641   | 1,30%      | Tailândia             | Pará               |
| Moura Palha                          | PSD     | 2.613   | 1,29%      | Belém                 | Pará               |
| Pedro Carneiro                       | PSD     | 2.591   | 1,28%      | Ipixuna do Pará       | Pará               |
| Charles Assad                        | UDN     | 2.554   | 1,26%      | Bonito                | Pará               |
| Newton Miranda                       | PSD     | 2.552   | 1,26%      | Altamira              | Pará               |
| Benedito José de Carvalho            | PSD     | 2.545   | 1,26%      | Moju                  | Pará               |
| Elias Salama da Silva                | PSD     | 2.538   | 1,25%      | Benevides             | Pará               |
| Raimundo da Costa Chaves             | PSP     | 2.489   | 1,23%      | Breu Branco           | Pará               |
| João Milton Dantas                   | UDN     | 2.447   | 1,21%      | Marituba              | Pará               |
| Adriano Gonçalves                    | UDN     | 2.401   | 1,19%      | Belém                 | Pará               |
| Cattete Pinheiro                     | PSP     | 2.443   | 1,21%      | Monte Alegre          | Pará               |
| Avelino Máximo Martins               | UDN     | 2.353   | 1,16%      | Redenção              | Pará               |
| Américo Silva                        | PTB     | 2.299   | 1,13%      | Belém                 | Pará               |
| Dário de Oliveira Dias               | UDN     | 2.256   | 1,11%      | Viseu                 | Pará               |
| Benedicto Monteiro                   | PTB     | 2.145   | 1,06%      | Alenquer              | Pará               |
| Edir Dias de Carvalho Rocha          | UDN     | 2.129   | 1,05%      | Portel                | Pará               |
| Alfredo Jacob Gantuss                | PTB     | 1.952   | 0,96%      | São Miguel do Guamá   | Pará               |
| Álvaro Calilo Kzan                   | PR      | 1.834   | 0,90%      | Jacundá               | Pará               |
| Waldemir Alves de Santana            | PTB     | 1.778   | 0,88%      | Manaus                | Amazonas           |
| Efraim Ramiro Bentes                 | PTB     | 1.754   | 0,86%      | Paragominas           | Pará               |
| José Ciríaco Gurjão Sampaio          | PR      | 1.475   | 0,73%      | Novo Repartimento     | Pará               |
| Fontes:                              |         |         |            |                       |                    |